# Fergus Suter
Fergus " Fergie " Suter (21 november 1857 - 31 juli 1916) was een Schotse steenhouwer en voetballer in de begintijd van het voetbal. Hij wordt door sommigen gezien als de eerste professionele voetballer. Suter werd geboren in Glasgow en speelde voor Partick voordat hij naar Engeland ging om te spelen voor Darwen en Blackburn Rovers . 

## Voetbal
Suters eerste wedstrijden in Engeland waren uitwedstrijden met Partick, zijn club uit Glasgow. Hij speelde met die club op 1 januari 1878 tegen Darwen in het Barley Bank-stadion en de dag er na tegen Blackburn Rovers in het stadion Alexandra Meadows. Tegen het einde van datzelfde jaar ging hij spelen voor Darwen, in Lancashire, kort nadat zijn medespeler bij Partick, James Love, naar hetzelfde team overstapte. 
Hoewel de sport destijds officieel nog niet professioneel werd bedreven, werd Suters verhuizing naar Engeland om in 1878 voor Darwen te spelen, en het feit dat hij kort daarna stopte met zijn werk als steenhouwer, door critici gezien als bewijs dat hij betaald kreeg om voor de club te spelen. Het schijnt dat Suter zelf beweerde dat het Engelse steen te moeilijk was om te bewerken en dat hij daarom stopte met zijn werk. 
In de zomer van 1880 veroorzaakte hij nog meer controverse door naar het met Darwen rivaliserende Blackburn Rovers over te stappen. De overstap veroorzaakte opnieuw beschuldigingen dat Suter professioneel zou spelen, omdat er werd beweerd dat Blackburn hem betere arbeidsvoorwaarden had aangeboden. De transfer van Suter was olie op het vuur van een toch al harde lokale rivaliteit tussen Darwen en Blackburn. De wedstrijden tussen beide teams werden nog jaren geteisterd door vuil spel en ruzies tussen toeschouwers. 
Suters carrière was al bijna voorbij toen de Football League in 1888 werd opgericht. Hij speelde slechts één wedstrijd in die competitie, als speler van Blackburn Rovers op 22 december 1888 tegen West Bromwich Albion. Suter kwam toen in het veld als vervanging voor doelman Herbie Arthur. Hij verscheen in vier FA Cup-finales. Nadat Suter met Blackburn in 1882 tweede was geworden achter Old Etonians, won hij drie keer, in 1884, 1885 en 1886. 
Later in zijn leven beheerde Suter het Millstone Hotel in Darwen. Hij stierf in Blackpool in 1916. 

## Portrettering
Suter is een van de hoofdpersonen in de Netflix-miniserie " The English Game" (2020), waarin hij gespeeld wordt door Kevin Guthrie. De serie laat ten onrechte zien dat hij naar  Blackburn Olympic overstapte. Dat was het team dat de FA Cup won in 1883, door de Old Etonians te verslaan, en daarmee het eerste arbeidersklasseteam werd dat de beker won. In werkelijkheid speelde Suter voor de lokale rivalen van Olympic: Blackburn Rovers, het team dat in de bekerfinale van 1882 verloor van de Old Etonians. Met Blackburn Rovers zou Suter later schitteren in opeenvolgende bekerfinale-overwinningen in 1884, 1885 en 1886 .

## Prijzen
- Blackburn Rovers 
  - FA Cup winnaar: 1884, 1885 en 1886